# Martín Polanco Pérez
Martín Polanco Pérez (Tinaquillo, estado Cojedes; 5 de noviembre de 1915 - 26 de enero de 1949) fue un maestro, abogado y político venezolano. Luchó por el derecho a la propiedad de las tierras a favor del pueblo de Macapo, del cual fue benefactor.
Fundador del Partido Unión Republicana Democrática en el Estado Cojedes. Desempeñó los cargos de Director de Política, Secretario General de Gobierno, Presidente de la Asamblea Legislativa, Diputado por San Carlos. Producto del movimiento político de 1948 fue preconizado como Gobernador del Estado Cojedes, pero el terrible mal que le llevó a la tumba, ya había adelantado su deterioro físico. Murió a la 1 de la madrugada del 26 de enero de 1949. 
A juicio de sus contemporáneos, su entierro constituyó una apoteósica manifestación de duelo colectivo. Redoblaron sus campanas, durante todo el día, los tres templos de la Ciudad. Se recibieron más de 500 mensajes de telégrafo de toda la geografía nacional. De todas partes llegaron autobuses, camiones, carros de disímiles clases sociales, siendo mayoría las humildes gentes del pueblo.
Casado con Lucrecia Yusti de Polanco. Sus hijos e hijas: Alida Yolanda, Gustavo, Vilma Carelia, Martín Enrique, Antonio Martín.